# Laniarius leucorhynchus
Laniarius leucorhynchus là một loài chim trong họ Malaconotidae.